# Bunaster uniserialis
Bunaster uniserialis is een zeester uit de familie Ophidiasteridae.
De wetenschappelijke naam van de soort werd in 1921 gepubliceerd door Hubert Lyman Clark.